# Pécsi vár
A pécsi vár volt egykor Pécs védelmi rendszere. A várfal ma is körbekeríti a történelmi belvárost, elsősorban az északi és nyugati oldalon.

## A vár története

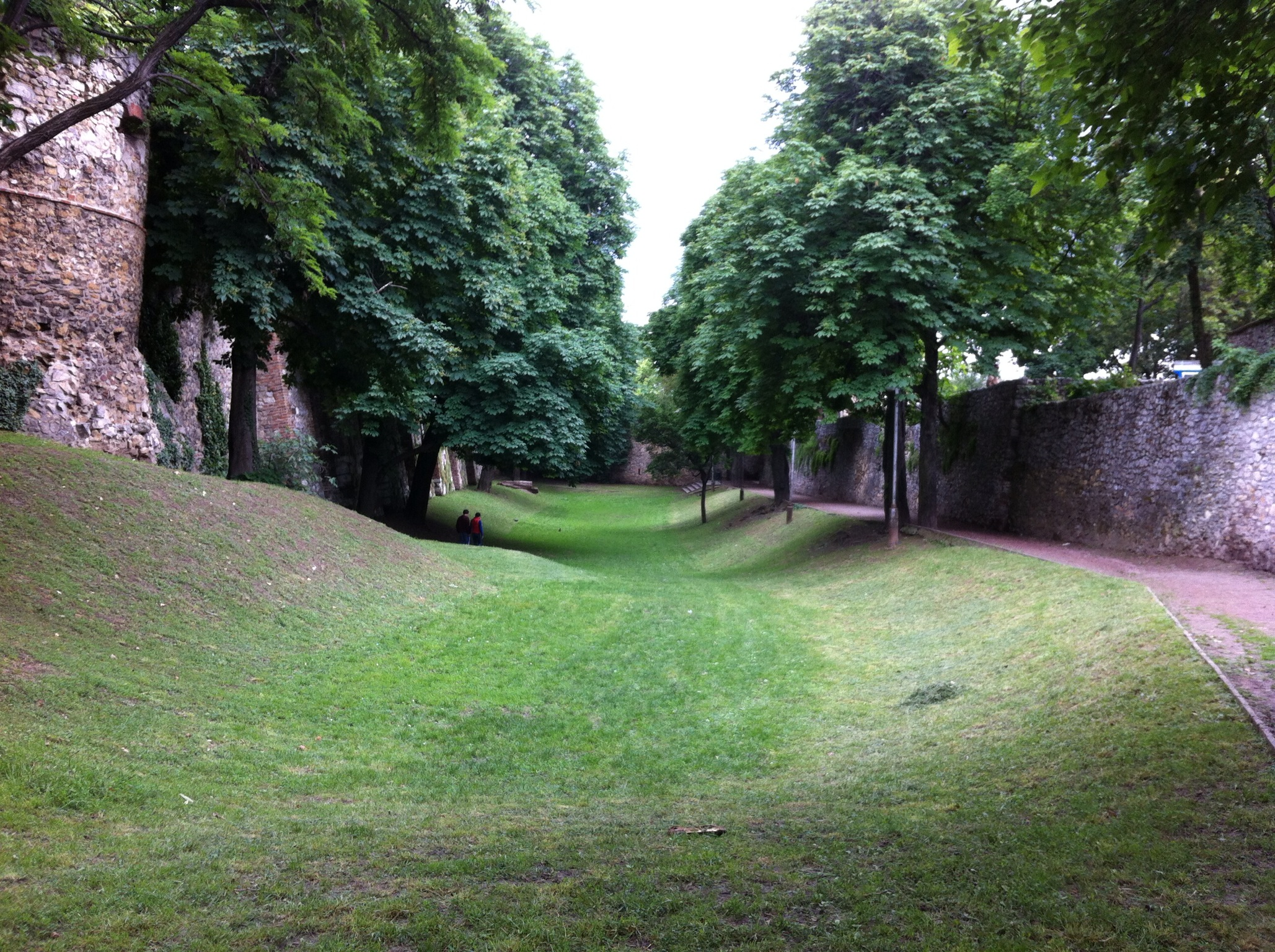
A várárok (2013).

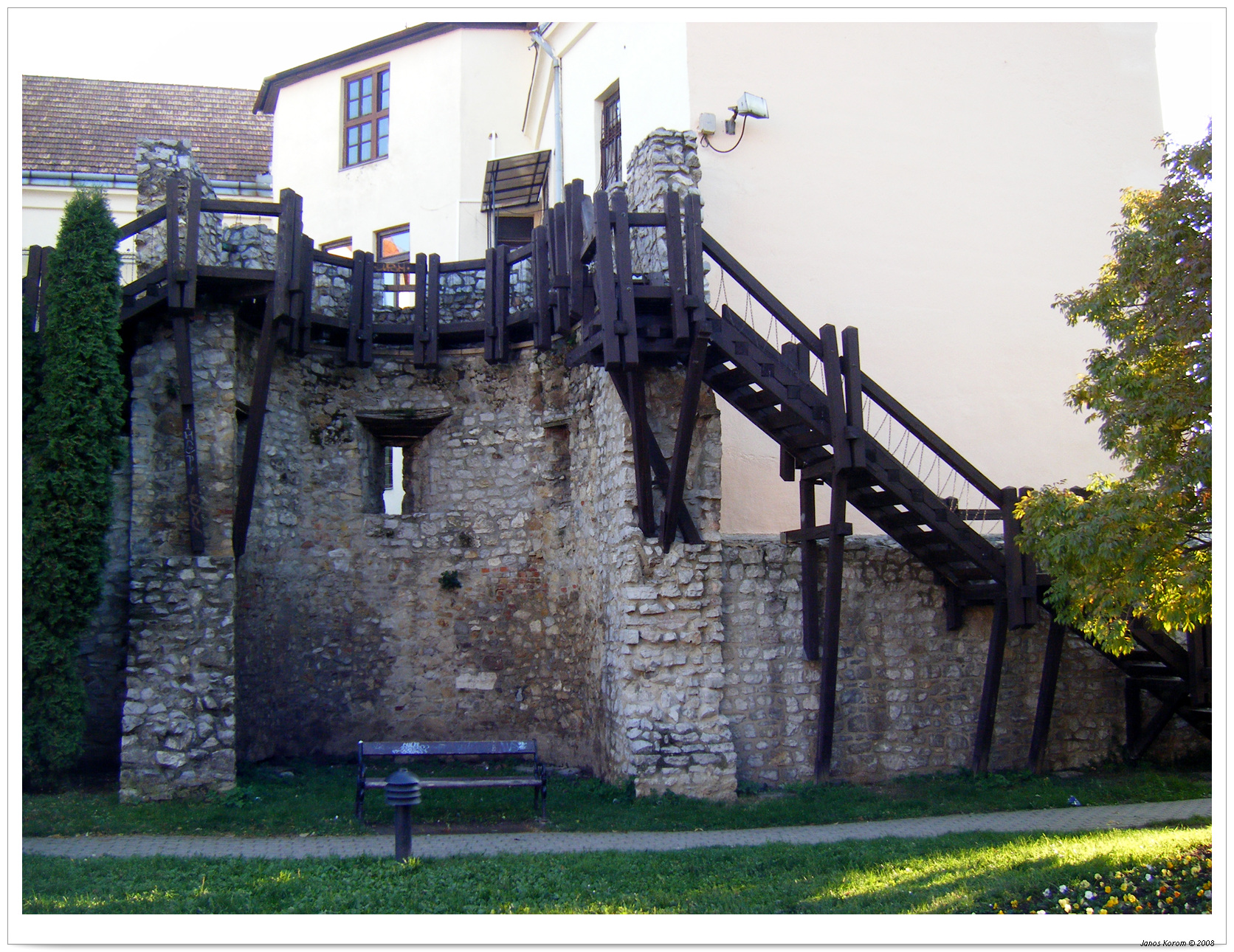
Régi városfal Pécs belvárosában

A Mecsek déli lankáin már a 2. században kialakult Pannónia tartományának Sopianae nevű települése, mely virágzását a fontos kereskedelmi utak találkozópontjának köszönhette.
Szent István király itt alapította meg 1009-ben a pécsi püspökséget, amelynek négytornyú székesegyházát, valamint a mellette álló püspöki és káptalani lakóházakat már kezdettől fogva erős kőfalak védelmezték. A korabeli oklevelek szerint 1064-ben szörnyű tűzvész pusztította el az épületeket, de a gazdag jövedelemforrásokból rövidesen még pompásabb formában újították meg Pécs városát.
A várat a 13. század második felében kezdték el építeni.
1284-ben a Kőszegi nemzetség serege ostromolta, míg a század végén Mizse nádorispán égette fel a várost.
Az Anjou uralkodók idejében ismét fejlődésnek indult, 1387-ben a Kis Károly trónkövetelő hívének számító Horváti János báró fegyveres hada foglalta el, és tett benne hatalmas pusztítást. A garázda katonák még a templomokat és kolostorokat sem kímélték. Ebben a században kettős várfal védte a várost.
A 15. században a török veszély növekedése miatt Kinizsi Pál felülvizsgálta a vár védelmi rendszerét, és javaslatára megépítették a kör alakú, lőrésekkel ellátott bástyát, a barbakánt, amely a vár bejáratát védte. A bástyára csak egy felvonóhídon keresztül lehetett bejutni. Pécs települése ekkor már a legnagyobb területű magyarországi városnak számított a maga 67,5 hektárt övező városi erődítményével. Püspöki méltóságát olyan nagy humanista gondolkodású egyházfők töltötték be, mint a költő Janus Pannonius, Csáktornyai Ernuszt Zsigmond és Szatmári György. A törökkel vívott mohácsi csata 1526-ban derékba törte a pécsiek életét, akik közül maga a püspök is meghalt bandériumának nagyobb részével együtt. Kiterjedt védőművei ellenére a város ebben az időszakban katonai szempontból elavultnak számított, így 1543-ban maradék lakossága meghódolt a felvonuló török csapatoknak. Az Oszmán Birodalom hódításának másfél évszázadában berendezkedtek falai között a megszállók, számos középületet, dzsámit, mecsetet és fürdőt emeltek, maga a város pedig keskeny utcáival, nyüzsgő piacával jellegzetes török helységgé alakult át.
A 17. században így írnak a várról: 
Zrínyi Miklós seregével 1664-ben kifosztotta a várost, de az erős kővárral nem bírt, és végleges felszabadítására 1686 októberéig kellett várni.
A 18. században katonai jelentőségét elvesztette; ahol útját állta a terjeszkedő lakosságnak, ott lebontották, de az északi és nyugati oldalon még összefüggő várfalak idézik fel a régmúlt történelem viharos ostromait. 1967-ben kezdődött meg a várfalak feltárása, ekkor a megmaradt részeket helyrehozták.